# عمر هريدي
عمر جلال حسن محمد هريدي والمعروف باسم عمر هريدي أو عمر جلال هريدي (18 سبتمبر 1965)، هو سياسي مصري وعضو مجلس البرلمان المصري الفصل التشريعي التاسع (2005 - 2010) عن الدائرة العاشرة البدارى  ، وتولى منصب وكيل اللجنة الدستورية والتشريعية وعضوية لجنة القيم. و الفصل التشريعي البدارى(2010 - 2011) دائرة مركز شرطة البدارى، وتولى منصب وكيل لجنة حقوق الإنسان، وعضو مجلس إدارة نادي الزمالك الرياضي 2006 م  ، وـ رئيس الاتحاد المصري للدراجات النارية 2020 م  ، وعضو اللجنة العليا للإصلاح التشريعي المنشئة بقرار رئيس الجمهورية  ومستشار الاتحاد العربي للدراجات النارية  ، وكيل نقابة المحامين 2020.

## التعليم
ليسانس حقوق أسيوط 1986 تقدير جيد، ماجستير في القانون ، محام بالنقض ومقيد بنقابة المحامين تحت رقم (70070) .

## المساهمات العامة
- عضو مجلس النقابة العامة للمحامين ـ 2009 م، أمين صندوق النقابة العامة للمحامين.[9]
- عضو مجلس النقابة العامة للمحامين ـ 2020 م، وكيل النقابة العامة للمحامين.[8]
- عضو البرلمان المصري ـ 2005 م[1] ، وكيل اللجنة الدستورية والتشريعية.
- ممثل البرلمان المصري بالأمم المتحدة 2008 مؤتمر مكافحة الفساد.
- عضو البرلمان المصري ـ 2010 م[1] ، وكيل لجنة حقوق الإنسان بالبرلمان المصري.
- عضو مجلس إدارة نادي الزمالك الرياضي 2006 م[3]
- رئيس الاتحاد المصري للدراجات النارية 2020 م.[4]
- محكم رياضي بمركز التسوية والتحكيم الرياضي باللجنة الأولمبية المصرية.
- عضو اللجنة العليا للإصلاح التشريعي المنشئة بقرار رئيس الجمهورية.[5]
- مستشار قانوني لنقابة الإعلاميين.
- مستشار قانوني لنادي الشمس الرياضي.
- مستشار الاتحاد العربي للدراجات النارية.[7]

## المسيرة السياسية
كان عمر هريدي أحد أعضاء الحزب الوطني الديمقراطي وكان حزب سياسي مصري، تأسس 31 يوليو 1978 وتم حله رسميا غداة حكم قضائي صادر عن المحكمة الإدارية العليا في 16 إبريل 2011، مؤسسه هو الرئيس محمد أنور السادات وآخر رؤسائه هو طلعت السادات، وتولى عضو أمانة الشباب بالحزب الوطنى وعضو مجلس الشعب وأمين صندوق نقابة المحامين عام 2009، وتعرض لأزمة تنظيمية داخل الحزب لعدم التزامه بتوجيهات الحزب، ونجح في عضوية البرلمان المصري ـ 2005 م ، وتولى وكالة اللجنة الدستورية والتشريعية، كما نجح في عضو البرلمان المصري ـ 2010 م ، وتولى وكالة لجنة حقوق الإنسان بالبرلمان، وتقدم بأوراق ترشحه في انتخابات مجلس الشيوخ 2020 عن دائرة محافظة القاهرة واختار الرقم 11 وهو رمز الأسد                                    

## مسيرته بنادي الزمالك
تقدم عمر هريدي، عضو الجمعية العمومية بنادي الزمالك 2021، بأوراق ترشحه على منصب رئيس نادي الزمالك وذلك من خلال المحامي والمندوب الخاص به ، وكان هريدي قد نجح في الحصول على حكم قضائي من الدائرة الثانية بمحكمة القضاء الإدارى، بمجلس الدولة، برئاسة المستشار سامى عبد الحميد، نائب رئيس مجلس الدولة، فتم بقبول الدعوى المقامة منه، ووقف تنفيذ إعلان نتيجة انتخابات اتحاد كرة القدم التي أجريت 30 أغسطس 2016، وأمرت بحل مجلس الجبلاية، وكان في أبريل 2014 قد تسلم المستشار عمر هريدى، عضو مجلس إدارة نادى الزمالك الأسبق، رسمياً مسئولية المستشار القانونى للقلعة البيضاء، بناء على قرار مجلس الإدارة برئاسة المستشار مرتضى منصور.